# Fortitudo Agrigento 2010-2011
La stagione 2010-2011 dello Fortitudo Agrigento è stata la seconda consecutiva disputata in Serie A Dilettanti.

## Stagione
Sponsorizzata dalla Moncada Energy Group, la società agrigentina si è classificata al quindicesimo posto della Serie A Dil. ed è retrocessa direttamente in B Dil.

## Rosa
| Giocatori |
| --------- |

| N° | Naz.              | Ruolo | Sportivo          | Anno | Alt. |  |
| -- | ----------------- | ----- | ----------------- | ---- | ---- |  |
| 4  | Italia (bandiera) | G     | Andrea Casella    | 1990 | 197  |  |
| 5  | Italia (bandiera) | PG    | Giuseppe Anello   | 1988 | 188  |  |
| 6  | Italia (bandiera) | A     | Mathias Drigo     | 1989 | 202  |  |
| 8  | Italia (bandiera) | P     | Nunzio Sabbatino  | 1992 | 190  |  |
| 9  | Italia (bandiera) | GA    | Mauro Bonaiuti    | 1978 | 192  |  |
| 11 | Italia (bandiera) | C     | David Pennisi     | 1978 | 208  |  |
| 13 | Italia (bandiera) | AC    | Alberto Barbieri  | 1976 | 205  |  |
| 15 | Italia (bandiera) | A     | Niccolò Squarcina | 1983 | 203  |  |
| 17 | Italia (bandiera) | P     | Andrea Portannese | 1993 | 182  |  |

| Staff tecnico                                           |
| ------------------------------------------------------- |
| Allenatore: Vincenzo Esposito                           |
| Vice allenatore: Marco Venezia                          |
| Medico sociale: Alfonso Mussuto e Calogero Tona         |
| Preparatore atletico e massaggiatore: Salvatore Alletto |
| Fisioterapista: Raffello Patti                          |
| Massaggiatore: Fabio Ferreri                            |

| Giocatori acquisiti a stagione in corso |
| --------------------------------------- |

| N° | Naz.              | Ruolo | Sportivo                       | Anno | Alt. |  |
| -- | ----------------- | ----- | ------------------------------ | ---- | ---- |  |
|    | Italia (bandiera) | PG    | Paolo Emilio Mossi (dal 20.11) | 1976 | 193  |  |
| 14 | Italia (bandiera) | AP    | Michele Giovanatto (dal 30.12) | 1981 | 203  |  |

| Giocatori ceduti a stagione in corso |
| ------------------------------------ |

| N° | Naz.              | Ruolo | Sportivo                          | Anno | Alt. |  |
| -- | ----------------- | ----- | --------------------------------- | ---- | ---- |  |
| 10 | Italia (bandiera) | G     | Carmine Cavallaro (fino al 03.12) | 1986 | 192  |  |
|    | Italia (bandiera) | PG    | Andrea Barsanti (fino al 30.12)   | 1986 | 186  |  |
|    | Italia (bandiera) | P     | Maurizio Ferrara (fino al 26.01)  | 1986 | 185  |  |

Dettagli giocatori su LegaPallacanestro.it

## Dirigenza
- Presidente: Salvatore Moncada
- Vicepresidente: Umberto Nero
- Segretario: Angelo Iaconoquarantino
- Consigliere: Amerigo Della Valle
- Dirigente responsabile: Marzio Nero
- Direttore sportivo: Christian Mayer
- Dirigente accompagnatore: Giuseppe Sardella
- Addetto stampa e statistiche: Pietro Di Giovanni
- Addetto statistiche: Raimondo Moncada
- Addetto video: Rosario Giordano

## Statistiche

### Stagione regolare
| Nome                    | Pun | G  | Min | Falli | Falli | Tiri da 2 | Tiri da 2 | Tiri da 2 | Tiri da 3 | Tiri da 3 | Tiri da 3 | Tiri Liberi | Tiri Liberi | Tiri Liberi | Rimbalzi | Rimbalzi | Rimbalzi | Stop | Stop | Palle | Palle | Ass |
| Nome                    | Pun | G  | Min | C     | S     | R         | T         | %         | R         | T         | %         | R           | T           | %           | O        | D        | T        | D    | S    | P     | R     | Ass |
| ----------------------- | --- | -- | --- | ----- | ----- | --------- | --------- | --------- | --------- | --------- | --------- | ----------- | ----------- | ----------- | -------- | -------- | -------- | ---- | ---- | ----- | ----- | --- |
| Paolo Emilio Mossi      | 314 | 22 | 735 | 59    | 77    | 51        | 93        | 55        | 47        | 131       | 36        | 71          | 92          | 77          | 4        | 66       | 70       | 0    | 5    | 39    | 29    | 44  |
| David John Pennisi      | 258 | 28 | 592 | 101   | 79    | 104       | 159       | 65        | 1         | 6         | 17        | 47          | 84          | 56          | 70       | 95       | 165      | 5    | 8    | 49    | 14    | 6   |
| Alberto Barbieri        | 210 | 30 | 582 | 83    | 51    | 84        | 159       | 53        | 0         | 3         | 0         | 42          | 62          | 68          | 37       | 94       | 131      | 5    | 7    | 51    | 13    | 19  |
| Andrea Casella          | 208 | 30 | 682 | 68    | 35    | 44        | 96        | 46        | 32        | 111       | 29        | 24          | 28          | 86          | 23       | 69       | 92       | 4    | 7    | 57    | 21    | 10  |
| Nunzio Sabbatino        | 201 | 27 | 696 | 55    | 65    | 57        | 127       | 45        | 15        | 43        | 35        | 42          | 56          | 75          | 6        | 25       | 31       | 0    | 7    | 51    | 24    | 37  |
| Niccolò Squarcina       | 158 | 23 | 532 | 57    | 58    | 40        | 92        | 43        | 17        | 60        | 28        | 27          | 51          | 53          | 37       | 85       | 122      | 8    | 8    | 43    | 22    | 5   |
| Michele Giovanatto      | 157 | 15 | 396 | 46    | 22    | 38        | 70        | 54        | 19        | 38        | 50        | 24          | 35          | 69          | 23       | 69       | 92       | 3    | 2    | 17    | 8     | 5   |
| Giuseppe Anello         | 132 | 30 | 476 | 67    | 70    | 25        | 49        | 51        | 16        | 44        | 36        | 34          | 44          | 77          | 6        | 52       | 58       | 2    | 2    | 58    | 48    | 52  |
| Andrea Barsanti         | 117 | 13 | 272 | 30    | 35    | 14        | 30        | 47        | 19        | 64        | 30        | 32          | 34          | 94          | 4        | 22       | 26       | 1    | 2    | 22    | 18    | 10  |
| Maurizio Ferrara        | 115 | 17 | 347 | 47    | 54    | 27        | 53        | 51        | 14        | 33        | 42        | 19          | 36          | 53          | 14       | 15       | 29       | 0    | 2    | 29    | 24    | 19  |
| Mauro Bonaiuti          | 115 | 14 | 342 | 33    | 44    | 19        | 44        | 43        | 14        | 31        | 45        | 35          | 45          | 78          | 6        | 28       | 34       | 0    | 0    | 30    | 16    | 9   |
| Mathias Drigo           | 85  | 26 | 261 | 42    | 16    | 31        | 52        | 60        | 4         | 23        | 17        | 11          | 17          | 65          | 13       | 32       | 45       | 4    | 2    | 18    | 7     | 5   |
| Carmine Mirko Cavallaro | 44  | 8  | 155 | 15    | 13    | 7         | 18        | 39        | 8         | 24        | 33        | 6           | 8           | 75          | 2        | 10       | 12       | 1    | 1    | 15    | 2     | 5   |
| Andrea Portannese       | 1   | 3  | 7   | 1     | 1     | 0         | 1         | 0         | 0         | 1         | 0         | 1           | 2           | 50          | 0        | 3        | 3        | 0    | 1    | 0     | 0     | 0   |